# Club Atlético River Plate
Club Atlético River Plate este un club sportiv argentinian, care are sediul în cartierul Belgrano din Buenos Aires. Este cel mai binecunoscut pentru clubul de fotbal.
RiBer Plate este una dintre cele de mai succes echipe din fotbalul argentinian. Au câștigat Primera División de 35 de ori; ultimul titlu intern a fost Final 2014. În plus au câștigat șapte titluri internaționale, inclusiv două Copa Libertadores, o Cupă Intercontinentală, o Supercopa Sudamericana, o Copa Interamericana, o Copa Sudamericana și o singură Recopa Sudamericana. Succesul din anii '90 i-a determinat pe cei de la IFFHS să îi numească cea de-a noua echipă din lume și prima dintre Americi. They are currently ranked 9º. Cu toate acestea, după Clausura 2011, forma slabă a celor de la RiBer din ultimii trei ani i-a dus în situația de a juca un play-off pentru promovare/retrogradare împotriva celor de la Club Atletico Belgrano din Primera B Nacional. Belgrano a câștigat dubla manșă cu 3-1 la general, retrogradând RiBer în cel de-al doilea eșalon al fotbalului pentru prima dată în istorie.
Clubul a fost oficial fondat în 1901 și și-a luat numele de la denumirea în limba engleză a Río de la Plata. Marea rivală a lor este Boca Juniors, care este de asemenea tot din Buenos Aires. Meciul dintre ele este numit Superclásico. RiBer joacă meciul de acasă pe Estadio Monumental Antonio Vespucio Liberti, cunoscut simplu ca „El Monumental”, care este cel mai mare stadion din țară.

## Jucători

### Lotul actual
La 19 iulie 2025.
| Nr. |           | Poziție | Jucător                            |
| --- | --------- | ------- | ---------------------------------- |
| 1   | Argentina | P       | Franco Armani (vice-căpitan)       |
| 4   | Argentina | F       | Gonzalo Montiel                    |
| 5   | Argentina | M       | Juan Portillo                      |
| 6   | Argentina | F       | Germán Pezzella (al 3-lea căpitan) |
| 7   | Argentina | A       | Maximiliano Salas                  |
| 8   | Argentina | M       | Maximiliano Meza                   |
| 9   | Columbia  | A       | Miguel Borja                       |
| 10  | Columbia  | M       | Juan Fernando Quintero             |
| 11  | Argentina | A       | Facundo Colidio                    |
| 13  | Argentina | F       | Lautaro Rivero                     |
| 14  | Uruguay   | F       | Sebastián Boselli                  |
| 15  | Argentina | A       | Sebastián Driussi                  |
| 16  | Argentina | F       | Fabricio Bustos                    |
| 17  | Chile     | F       | Paulo Díaz (al 4-lea căpitan)      |
| 18  | Argentina | M       | Pity Martínez                      |
| 20  | Argentina | F       | Milton Casco                       |

| Nr. |           | Poziție | Jucător                                       |
| --- | --------- | ------- | --------------------------------------------- |
| 21  | Argentina | F       | Marcos Acuña                                  |
| 22  | Columbia  | M       | Kevin Castaño                                 |
| 23  | Paraguay  | M       | Matías Galarza                                |
| 24  | Argentina | M       | Enzo Pérez (căpitan)                          |
| 25  | Argentina | P       | Conan Ledesma                                 |
| 26  | Argentina | M       | Ignacio Fernández                             |
| 27  | Argentina | A       | Bautista Dadín                                |
| 28  | Argentina | F       | Lucas Martínez Quarta                         |
| 29  | Argentina | A       | Alexander Woiski                              |
| 32  | Argentina | A       | Agustín Ruberto                               |
| 34  | Argentina | M       | Giuliano Galoppo (împrumutat de la São Paulo) |
| 35  | Brazilia  | M       | Giorgio Costantini                            |
| 38  | Argentina | A       | Ian Subiabre                                  |
| 39  | Argentina | M       | Santiago Lencina                              |
| 41  | Argentina | P       | Santiago Beltrán                              |
| 47  | Argentina | M       | Juan Cruz Meza                                |

### Împrumutați
| Nr. |           | Poziție | Jucător                                                                              |
| --- | --------- | ------- | ------------------------------------------------------------------------------------ |
|     | Argentina | P       | Ezequiel Centurión (împrumutat la Independiente Rivadavia până pe 31 decembrie 2025) |
|     | Argentina | F       | Andrés Herrera (împrumutat la Columbus Crew până pe 30 iunie 2026)                   |
|     | Argentina | F       | Daniel Zabala (împrumutat la Huracán până pe 31 decembrie 2025)                      |
|     | Argentina | F       | Enzo Díaz (împrumutat la São Paulo până pe 31 decembrie 2025)                        |
|     | Paraguay  | F       | David Martínez (împrumutat la Club Olimpia până pe 30 iunie 2026)                    |
|     | Argentina | F       | Lautaro Rivero (împrumutat la Central Córdoba (SdE) până pe 31 decembrie 2025)       |
|     | Argentina | F       | Gonzalo Trindade (împrumutat la Central Córdoba (SdE) până pe 31 decembrie 2025)     |
|     | Argentina | M       | Tomás Galván (împrumutat la Vélez până pe 31 decembrie 2025)                         |
|     | Argentina | M       | Tomás Castro Ponce (împrumutat la Almagro până pe 31 decembrie 2025)                 |

| Nr. |           | Poziție | Jucător                                                                        |
| --- | --------- | ------- | ------------------------------------------------------------------------------ |
|     | Argentina | M       | Elián Giménez (împrumutat la Sarmiento până pe 31 decembrie 2025)              |
|     | Argentina | M       | Tobías Leiva (împrumutat la Aldosivi până pe 31 decembrie 2025)                |
|     | Argentina | M       | Tiago Serrago (împrumutat la Aldosivi până pe 31 decembrie 2025)               |
|     | Argentina | A       | Franco Alfonso (împrumutat la Central Córdoba (SdE) până pe 31 decembrie 2025) |
|     | Argentina | A       | Tomás Nasif (împrumutat la Banfield până pe 31 decembrie 2025)                 |
|     | Columbia  | A       | Oswaldo Valencia (împrumutat la Cúcuta Deportivo până pe 30 iunie 2025)        |
|     | Argentina | A       | Alexis González (împrumutat la Audax Italiano până pe 31 decembrie 2025)       |
|     | Chile     | A       | Gonzalo Tapia (la São Paulo până pe 30 iunie 2026)                             |

## Palmares
Amator
- Primera División (1): 1920
- Segunda División (1): 1908

Național
- Primera División (35): 1932, 1936, 1936 Copa de Oro, 1937, 1941, 1942, 1945, 1947, 1952, 1953, 1955, 1956, 1957, Metropolitanul 1975, 1975 Nacional, 1977 Metropolitano, 1979 Metropolitano, 1979 Nacional, 1980 Metropolitano, 1981 Nacional, 1985–86, 1989–90, 1991 Apertura, 1993 Apertura, 1994 Apertura, 1996 Apertura, 1997 Apertura, 1997 Clausura, 1999 Apertura, 2000 Clausura, 2002 Clausura, 2003 Clausura, 2004 Clausura, 2008 Clausura, 2014 Final
- Segunda División (1): 2011/12 Primera B Nacional

Internațional
- Copa Libertadores (3): 1986, 1996, 2015
- Cupa Intercontinentală (1): 1986
- Copa Interamericana (1): 1987
- Supercopa Sudamericana (1): 1997
- Copa Sudamericana (1): 2014
- Recopa Sudamericana (1): 2015

Altele
- Copa de Competencia Jockey Club (1): 1914
- Cup Tie Competition (1): 1914
- Copa de Competencia (1): 1932
- Copa de Oro (1): 1936
- Copa Dr. Carlos Ibarguren (4): 1937, 1941, 1942, 1952 (împărțit)
- Copa Adrián C. Escobar (1): 1941
- Copa Río de La Plata (6): 1936, 1937, 1941, 1945, 1947, 1955
- Copa Campeonato (1): 2014